# تاکافومی سودو
تاکافومی سودو (ژاپنی: 須藤 貴郁؛ زادهٔ ۲۱ نوامبر ۱۹۹۱) یک بازیکن فوتبال اهل ژاپن است.
از باشگاه‌هایی که در آن بازی کرده‌است می‌توان به باشگاه فوتبال ونریر هاچینوهه اشاره کرد.